# Jozef Cleber
Jozef Cleber (né le 2 juin 1916 à Maastricht – mort le 12 mai 1999 à Hilversum), également connu sous le nom de Jos Cleber ou Jozef van Cleber, est un compositeur et chef d'orchestre néerlandais. Il est surtout connu pour l'orchestration de l'hymne national indonésien, l'Indonesia Raya.
Cleber est né à Maastricht d'un père organiste. Sa musique est dans le style d'Annunzio Paolo Mantovani (1905-1980). En juin 1948, il se rend en Indonésie, alors en conflit avec les Pays-Bas qui refusent de reconnaître son indépendance (proclamée le 17 août 1945). Il y fonde pour la toute jeune Radio Republik Indonesia (RRI) un "Orchestre Cosmopolite" constitué de 40 musiciens de différentes nationalités.
Cleber a également écrit les arrangements pour orchestre de nombreuses chansons indonésiennes, comme Di Bawah Sinar Bulan Purnama ("au clair de la pleine lune") et Rangkaian Melati ("collier de jasmin").